# Mary Grosvenor
Lady Mary Frances Grosvenor, contessa di Macclesfield (Millbank, 2 dicembre 1821 – Bletchingdon, 2 gennaio 1912), è stata una nobildonna inglese.

## Biografia
Era la figlia di Richard Grosvenor, II marchese di Westminster, e di sua moglie, Lady Elizabeth Mary Leveson-Gower.

## Matrimonio
Sposò, il 25 agosto 1842, Thomas Parker, VI conte di Macclesfield, figlio di Thomas Parker, V conte di Macclesfield, e di sua moglie, Eliza Wolstenholme. Ebbero quindici figli:
- George Parker, visconte Parker (19 ottobre 1843-24 settembre 1895), sposò Carine Agnes Loveden, ebbero un figlio;
- Lord Cecil Thomas Parker (27 marzo 1845-12 gennaio 1931), sposò Rosamond Esther Harriet Longley, ebbero sei figli;
- Lady Elizabeth Amelia Parker (1846-26 gennaio 1916);
- Lady Adelaide Helen Parker (1848-14 luglio 1941), sposò William Frederick Dawnay, ebbero cinque figli;
- Lord Algernon Robert Parker (17 novembre 1849-20 maggio 1940), sposò Emma Jane Anne Kenyon, ebbero otto figli;
- Lord Francis Parker (15 agosto 1851-22 ottobre 1931), sposò Henrietta Gaskell, ebbero cinque figli;
- Lord Sidney Parker (3 ottobre 1852-21 maggio 1897);
- Lord Reginald Parker (14 luglio 1854- 23 marzo 1942), sposò Katharine May Ames, ebbero quattro figli;
- Lord Lupus Parker (2 ottobre 1855-11 marzo 1859);
- Lord Edmund William Parker (2 marzo 1857-27 marzo 1943), sposò Fanny Emma Baldwin, ebbero tre figli;
- Lord Archibald Parker (5 aprile 1859-9 gennaio 1931), sposò Maud Francis Bateman-Hanbury, ebbero quattro figli;
- Lord Henry Parker (14 dicembre 1860-26 giugno 1952), sposò Henrietta Judith Baker, ebbero due figli;
- Lady Mary Alice Parker (1863-11 gennaio 1930), sposò Charles Fane de Salis, non ebbero figli;
- Lord Alexander Edward Parker (1º luglio 1864-2 settembre 1958), sposò Winifred Florence Worthington, ebbero un figlio;
- Lady Evelyn Firenze Parker (1867-16 marzo 1957).

Il 31 marzo 1850 divenne contessa di Macclesfield. Ha ricoperto la carica di Lady of the Bedchamber della regina Alessandra.

## Morte
Morì il 2 gennaio 1912.

## Ascendenza
|                                                  |                                                 |                                               | Genitori                                     |  |  | Nonni |  |  | Bisnonni                             |  |  | Trisnonni                      |  |
|                                                  |                                                 |                                               |                                              |  |  |       |  |  | Richard Grosvenor, I conte Grosvenor |  |  | Robert Grosvenor, VI baronetto |  |
|                                                  |                                                 |                                               |                                              |  |  |       |  |  | Richard Grosvenor, I conte Grosvenor |  |  | Robert Grosvenor, VI baronetto |  |
|                                                  |                                                 | Jane Warre                                    |                                              |  |  |       |  |  | Richard Grosvenor, I conte Grosvenor |  |  |                                |  |
| Robert Grosvenor, I marchese di Westminster      |                                                 |                                               |                                              |  |  |       |  |  | Richard Grosvenor, I conte Grosvenor |  |  |                                |  |
|                                                  |                                                 | Henrietta Vernon                              | Henry Vernon                                 |  |  |       |  |  |                                      |  |  |                                |  |
|                                                  |                                                 | Henrietta Vernon                              | Henry Vernon                                 |  |  |       |  |  |                                      |  |  |                                |  |
|                                                  |                                                 | Henrietta Vernon                              | Henrietta Wentworth                          |  |  |       |  |  |                                      |  |  |                                |  |
| Richard Grosvenor, II marchese di Westminster    |                                                 | Henrietta Vernon                              |                                              |  |  |       |  |  |                                      |  |  |                                |  |
|                                                  |                                                 | Thomas Egerton, I conte di Wilton             | Thomas Egerton                               |  |  |       |  |  |                                      |  |  |                                |  |
|                                                  |                                                 | Thomas Egerton, I conte di Wilton             | Thomas Egerton                               |  |  |       |  |  |                                      |  |  |                                |  |
|                                                  |                                                 | Thomas Egerton, I conte di Wilton             | Catherine Copley                             |  |  |       |  |  |                                      |  |  |                                |  |
| Eleanor Egerton                                  |                                                 | Thomas Egerton, I conte di Wilton             |                                              |  |  |       |  |  |                                      |  |  |                                |  |
|                                                  |                                                 | Eleanor Assheton                              | Ralph Assheton, III baronetto                |  |  |       |  |  |                                      |  |  |                                |  |
|                                                  |                                                 | Eleanor Assheton                              | Ralph Assheton, III baronetto                |  |  |       |  |  |                                      |  |  |                                |  |
|                                                  |                                                 | Eleanor Assheton                              | Eleanor Copley                               |  |  |       |  |  |                                      |  |  |                                |  |
| Mary Grosvenor                                   |                                                 | Eleanor Assheton                              |                                              |  |  |       |  |  |                                      |  |  |                                |  |
|                                                  | Granville Leveson-Gower, I marchese di Stafford | John Leveson-Gower, I conte Gower             |                                              |  |  |       |  |  |                                      |  |  |                                |  |
|                                                  | Granville Leveson-Gower, I marchese di Stafford | John Leveson-Gower, I conte Gower             |                                              |  |  |       |  |  |                                      |  |  |                                |  |
|                                                  | Granville Leveson-Gower, I marchese di Stafford | Evelyn Pierrepont                             |                                              |  |  |       |  |  |                                      |  |  |                                |  |
| George Leveson-Gower, I duca di Sutherland       | Granville Leveson-Gower, I marchese di Stafford |                                               |                                              |  |  |       |  |  |                                      |  |  |                                |  |
|                                                  |                                                 | Louisa Egerton                                | Scroop Egerton, I duca di Bridgewater        |  |  |       |  |  |                                      |  |  |                                |  |
|                                                  |                                                 | Louisa Egerton                                | Scroop Egerton, I duca di Bridgewater        |  |  |       |  |  |                                      |  |  |                                |  |
|                                                  |                                                 | Louisa Egerton                                | Rachael Russell                              |  |  |       |  |  |                                      |  |  |                                |  |
| Elizabeth Leveson-Gower                          |                                                 | Louisa Egerton                                |                                              |  |  |       |  |  |                                      |  |  |                                |  |
|                                                  |                                                 | William Sutherland, XVIII conte di Sutherland | William Sutherland, XVII conte di Sutherland |  |  |       |  |  |                                      |  |  |                                |  |
|                                                  |                                                 | William Sutherland, XVIII conte di Sutherland | William Sutherland, XVII conte di Sutherland |  |  |       |  |  |                                      |  |  |                                |  |
|                                                  |                                                 | William Sutherland, XVIII conte di Sutherland | Elizabeth Wemyss                             |  |  |       |  |  |                                      |  |  |                                |  |
| Elizabeth Sutherland, XIX contessa di Sutherland |                                                 | William Sutherland, XVIII conte di Sutherland |                                              |  |  |       |  |  |                                      |  |  |                                |  |
|                                                  |                                                 | Mary Maxwell                                  | William Maxwell                              |  |  |       |  |  |                                      |  |  |                                |  |
|                                                  |                                                 | Mary Maxwell                                  | William Maxwell                              |  |  |       |  |  |                                      |  |  |                                |  |
|                                                  |                                                 | Mary Maxwell                                  | Elizabeth Hairstanes                         |  |  |       |  |  |                                      |  |  |                                |  |
|                                                  |                                                 | Mary Maxwell                                  |                                              |  |  |       |  |  |                                      |  |  |                                |  |